# Paraíso do Tocantins
Paraíso do Tocantins là một đô thị thuộc bang Tocantins, Brasil. Đô thị này có diện tích 1331,2 km², dân số năm 2007 là 40290 người, mật độ 30,27 người/km².